# بيتر راسيل (لاعب كريكت)
بيتر راسيل (12 أغسطس 1939 - ) (بالإنجليزية: Peter Russell)‏ هو لاعب كريكت بريطاني.